# حسام أبو بكر
حسام أبو بكر هو محافظ القليوبية سابقاً، وعضو مكتب الإرشاد بجماعة الإخوان المسلمين, و المدرس بكلية الهندسة - قسم الهندسة الميكانيكية بجامعة المنصورة منذ عام 1992.
و حاصل على الدكتوراه في الهندسة العكسية من الهند.